# Ropica unifuscomaculata
Ropica unifuscomaculata är en skalbaggsart som beskrevs av Stefan von Breuning 1974. Ropica unifuscomaculata ingår i släktet Ropica och familjen långhorningar.
Artens utbredningsområde är Filippinerna. Inga underarter finns listade i Catalogue of Life.